# Youssef Aboul-Kheir
Youssef Aboul-Kheir (* 23. September 1943 in Qum-Gharib) ist Bischof von Sohag.

## Leben
Youssef Aboul-Kheir empfing am 17. September 1972 die Priesterweihe. Am 5. August 2003  wählte ihn der Synode der koptischen katholische Kirche zum Bischof von Sohag. Papst Johannes Paul II. bestätigte am 9. August desselben Jahres die Ernennung. 
Die Bischofsweihe spendete ihm der Patriarch von Alexandria, Stephanos II. Kardinal Ghattas CM, am 13. November desselben Jahres; Mitkonsekratoren waren Morkos Hakim OFM, Altbischof von Sohag, Youhanna Golta, Kurienbischof in Alexandria, Andraos Salama, Bischof von Gizeh, Kyrillos Kamal William Samaan OFM, Bischof von Assiut, Youhannes Ezzat Zakaria Badir, Bischof von Luxor, Makarios Tewfik, Bischof von Ismayliah, Ibrahim Isaac Sidrak, Bischof von Minya, Antonios Aziz Mina, Kurienbischof in Alexandria, und Antonios Naguib, emeritierter Bischof von Minya. 